# Irving John Good
Irving John „Jack“ Good (* 9. Dezember 1916 in London; † 5. April 2009 in Radford, Virginia, USA), geboren als Isidore Jacob Gudak, war ein britischer Mathematiker und Kryptologe. Während des Zweiten Weltkrieges trug er wesentlich zur Entzifferung der deutschen Rotor-Schlüsselmaschine Enigma bei. In seinen Veröffentlichungen firmiert er fast immer als I. J. Good, während er von seinen Freunden zumeist „Jack“ genannt wurde.

## Leben
I. J. Good wurde als Sohn einer jüdischen Familie in der britischen Hauptstadt London als Isidore Jacob Gudak geboren und galt an der Schule als mathematische Frühbegabung. Er studierte ab 1935 Mathematik am Jesus College in Cambridge u. a. bei A. S. Besicovitch und Hardy und schloss sein Studium im Jahre 1938 ab. Danach arbeitete er dort noch eine Zeit lang als wissenschaftlicher Mitarbeiter, bevor er 1941 zur sogenannten Government Code and Cypher School (GC&CS) (deutsch etwa: „Staatliche Code- und Chiffrenschule“) wechselte, wo er auch seine Doktorarbeit abschließen konnte. Bei GC&CS handelte es sich um eine Tarnbezeichnung für die (damals) streng geheime militärische Dienststelle, die sich im Zweiten Weltkrieg erfolgreich mit der Entzifferung des Nachrichtenverkehrs befasste, den die deutschen Militärs mit ihrer Schlüsselmaschine Enigma verschlüsselten. Sie hatte ihren Sitz im etwa 70 km nordwestlich von London gelegenen Bletchley Park.

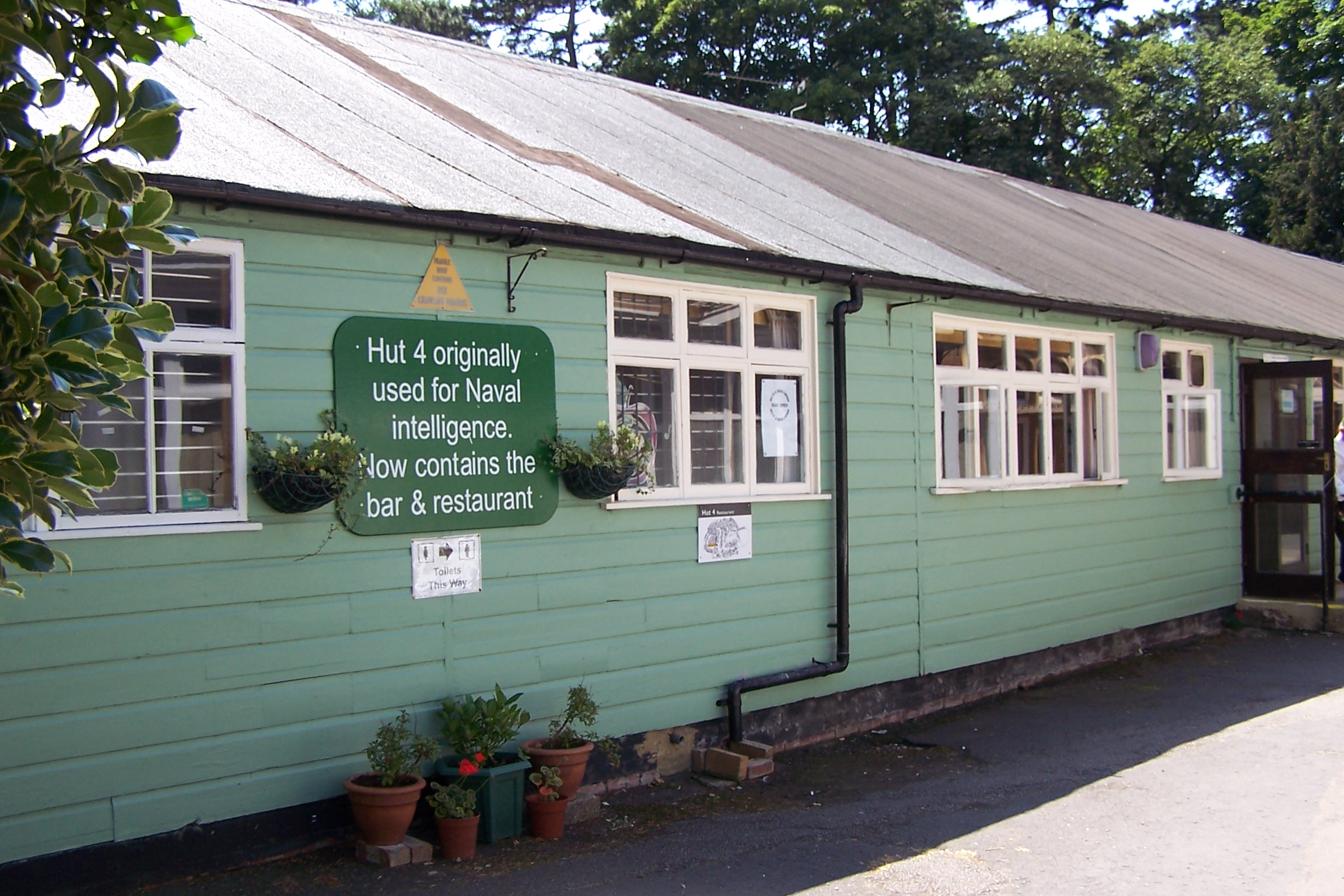
In „Hut 4“ (Foto aus dem Jahr 2005) wurden die Entzifferungen aus Hut Eight, in der I. J. Good arbeitete, militärisch-taktisch ausgewertet. Heute befindet sich dort das Restaurant des Bletchley-Park-Museums.

In Bletchley Park arbeitete Good zunächst in Hut Eight (deutsch: „Baracke 8“) unter der Leitung von Alan Turing an der Entzifferung von Funksprüchen, die von der deutschen Kriegsmarine mithilfe der Enigma-M4 im Nachrichtenverkehr zwischen dem Befehlshaber der U-Boote (BdU) und den im Atlantik operierenden deutschen U-Booten verschlüsselt wurden. Später trat er Max Newmans Gruppe bei, die die deutschen Fernschreibverbindungen (britischer Codename: Fish) mit Geheimfernschreiber T52 und Lorenz-Schlüsselzusatz SZ42, von den Briten als Sturgeon (deutsch: „Stör“, die Luftwaffen-Version) und Tunny (deutsch: „Thunfisch“, die Armee-Version) bezeichnet, kryptanalytisch angriff. Dies führte zur Entwicklung des ersten elektronischen Rechners (Computers) der Welt, genannt Colossus.
Nach dem Krieg arbeitete Good zunächst an der Universität Manchester, wo er kurz am universitätseigenen Computerprojekt mitarbeitete, und dann bis zum Jahr 1959 wieder in geheimer Tätigkeit bei der GC&CS. Während dieser Zeit erwarb er Doktortitel sowohl in Cambridge als auch in Oxford. Im Jahr 1967 wanderte er in die Vereinigten Staaten aus, wo er von 1967 bis 1994 als Professor an der Technischen Universität von Virginia (besser bekannt als: Virginia Tech) tätig war. Dort wählte er in Anlehnung an seine Zeit in Bletchley Park das Autokennzeichen „007 IJG“. Offiziell wurde er 1994 emeritiert.
Good war bekannt für seine Arbeiten über Statistik, insbesondere der Bayes-Statistik, die er zusammen mit Turing auch für Entzifferungsarbeiten im Zweiten Weltkrieg nutzte. Darüber hinaus hatte er eine Vielzahl von Lehrbüchern über Wahrscheinlichkeitstheorie veröffentlicht. Er gilt außerdem als einer der Entdecker der Schnellen Fouriertransformation. Good machte sich auch einen Namen als Schachspieler (Cambridge-Schachmeister 1939) und trug dazu bei, das vor allem in Ostasien bekannte Brettspiel Go in Europa bekannter zu machen. Good selbst hatte seinerzeit die Go-Regeln von Alan Turing gelernt.
Er ist auch als Visionär der Künstlichen Intelligenz bekannt, der 1965 das Konzept der Intelligenz Explosion als Technologischer Singularität einführte. Er war auch Berater für Supercomputer von Stanley Kubrick in einem Film 2001.
1962 hielt er einen Vortrag auf dem Internationalen Mathematikerkongress in Stockholm (A compromise between credibility and subjective probability). 1985 wurde er in die American Academy of Arts and Sciences aufgenommen.

## Werke (Auszug)
- I. J. Good: Probability and the Weighing of Evidence. Charles Griffin, London 1950.
- I. J. Good (Hrsg.): The Scientist Speculates. Heinemann & Basic Books, New York 1962.
- I. J. Good: The Estimation of Probabilities. MIT Press, Cambridge, MA, 1965.
- D. B. Osteyee und I. J. Good. Weight of Evidence, the Singularity between Probability Measures and Signal Detection. In Lecture Notes in Mathematics, Springer-Verlag, New York 1974.
- I. J. Good: Good Thinking: The Foundations of Probability and Its Applications. Univ. of Minn. Press, Minneapolis 1983.
- Jack Good: Enigma and Fish. In: Francis Harry Hinsley und Alan Stripp: Codebreakers – The inside story of Bletchley Park. Oxford University Press, Reading, Berkshire 1993, ISBN 0-19-280132-5.
- I. J. Good: Early work on computers at Bletchley, Cryptologia April 1979
- I. J. Good: Turing’s statistical work in World War II. In: Biometrika. Band 66, 1979, S. 393 und in Turing Collected Works 1992

Seine Liste kleinerer Veröffentlichungen (2003) umfasst an die 2400 Einträge.